# Magomed Abdulmumínovitx Ibraguímov
|  | Aquest article tracta sobre el lluitador rus nacionalitzat uzbek nascut l'any 1983. Vegeu-ne altres significats a «Magomed Ibraguímov». |

Magomed Abdulmumínovitx Ibraguímov (en rus: Магомед Абдулмуминович Ибрагимов) (Makhatxkalà, 18 d'agost de 1983) és un lluitador de lluita lliure rus nacionalitzat uzbek.
L'any 1990 va començar a practicar la lluita lliure sota la direcció de l'entrenador Anvar Abdulaièvitx Magomedgadjiev a l'Escola esportiva I.G. Hamidov, a Makhatxkalà. La primera competició continental que va aconseguir penjar-se una medalla va ser als Jocs Asiàtics de 2002, disputats a Busan, en els quals va obtenir la de bronze en la disciplina de lluita lliure masculina de menys de 96 kg. L'any següent va participar al Campionat Asiàtic de lluita de 2003 i va aconseguir la medalla d'argent en la mateixa categoria. Tot i així, el seu major èxit esportiva va arribar un any més tard quan va participar en els Jocs Olímpics d'Estiu de 2004, celebrats a Atenes, i va arribar a la final de lluita de la mateixa disciplina i mateixa categoria. En ella va perdre contra el rus Khadzhimurat Gatsalov, amb una puntuació de 4:1, i va obtenir la medalla d'argent. L'any 2004 va ser atleta d'honor de l'Uzbekistan.